# Picot tintat
El picot tintat (Veniliornis affinis) és una espècie d'ocell de la família dels pícids (Picidae) que habita la selva humida de les terres per l'est dels Andes, des del sud-est de Colòmbia i sud de Veneçuela, cap al sud, a través de l'est de l'Equador i est del Perú, nord i est de Bolívia i Brasil des del altiplà amazònic cap a l'est fins Maranhão, estat de Bahia, Pernambuco i Espírito Santo i cap al sud fins sud-oest de Mato Grosso.